# هارولد دبلیو آتریج
هارولد ویلیام آتریج (انگلیسی: Harold W. Attridge; ۲۴ نوامبر ۱۹۴۶ – ) دانشگاهی، متخصص الهیات دز زمینه عهد جدید و استاد دانشگاه اهل ایالات متحده آمریکا بود.
وی همچنین برندهٔ جوایزی همچون پروفسور استرلینگ و کمک‌هزینه گوگنهایم شده‌است.